# La Loma, Huasca de Ocampo
La Loma är en ort i Mexiko.   Den ligger i kommunen Huasca de Ocampo och delstaten Hidalgo, i den sydöstra delen av landet, 100 km nordost om huvudstaden Mexico City. La Loma ligger 2 141 meter över havet och antalet invånare är 511.
Terrängen runt La Loma är huvudsakligen kuperad, men österut är den platt. Runt La Loma är det ganska tätbefolkat, med 93 invånare per kvadratkilometer. Närmaste större samhälle är Pachuca de Soto, 19,2 km sydväst om La Loma. I omgivningarna runt La Loma växer i huvudsak blandskog.